# Струнний міст
Струнний міст (івр. גשר המיתרים, Ґешер га-Мейтарім) — вантовий міст з бічними лонжеронами в Єрусалимі, Ізраїль. Конструкцію розробив іспанський архітектор та інженер Сантьяго Калатрава. Мостом проходить червона гілка трамваю, яка розпочала роботу 19 серпня 2011 року. Пішоходна частина дозволяє переходити від Кір'ят-Моше до центрального автовокзалу Єрусалиму та жалізничної станції «Іцхак Навон». Міст, будівництво якого коштувало близько 70 мільйонів доларів (246 мільйонів шекелів), урочисто відкрили 25 червня 2008 року.

## Історія
Калатрава вперше відвідав Ізраїль для відкриття виставки своїх робіт у Хайфі в 1997 році. Під час цього візиту його запросили розробити проєкт пішохідного мосту в Петах-Тікві, який відкрили 2005 року. Він отримав запрошення попрацювати в Єрусалимі від міського інженера Урі Шетріт та мера Егуда Ольмерта, які, за словами Калатрави, запропонували йому «зробити найкрасивіший сучасний міст».
Будівництво моста розпочалося в 2005 році, його вартість оцінювалася у 129 мільйонів шекелів, що набагато перевищувала початковий прогноз у 80 мільйонів шекелів.

## Дизайн і символіка
Міст розроблялося для того, щоб додати визначальний візуальний елемент до єрусалимської «лінії горизонту» на в'їзді в місто, а також для прокладення трамвайної гілки, яка, як очікувалося, мала вирішити  проблеми з транспортом міста. Для Калатрави міст був «також приводом для створення великої площі, щоб надати характер і єдність цьому делікатному місці».
Подібно до моста Аламільйо в Севільї (Іспанія), міст у Єрусалимі використовує кутову консольну вежу, щоб поглинути частину навантаження і зменшити кількість необхідних тросів. Міст складається з одного пілона, який урівноважує 160-ти метровий проміжок довжиною кабелів, що створює драматичний архітектурний вираз. Хоча міст став 40-им мостом Калатрави, він є першим, який архітектор спроєктував для трамваїв і пішоходів.
Яскравою особливістю мосту є єдина 188-ти метрова висока щогла, що підтримує проїзну частину за допомогою 66 сталевих тросів, розташованих у параболічній формі, яка розвивається тривимірно в просторі, що зробило її найвищою спорудою Єрусалима на момент завершення її будівництва. Місту оздоблений єрусалимським каменем із сталевими, скляними та бетонними деталями. Названий журналом Time «першою святинею сучасного дизайну в Єрусалимі» міст став туристичною визначною пам'яткою.
На думку одних спостерігачів, форма мосту нагадує намет у пустелі або арфу, троси як струни символізують арфу царя Давида (кіннор).

## Прийняття і критика
Проєкт прийняли зі значними суперечками. Прихильники, такі як історик архітектури Давід Кроянкер, сказали, що міст сприяє розвитку західного Єрусалиму та його поточних вимог. Загалом, однак, проєкт піддавався критиці як екстравагантне та дороге рішення проблеми, яку можна було б вирішити дешевшими способами, адже кінцева вартість у понад 70 мільйонів доларів перевищила початковий бюджет більш, ніж у два рази. Естетика моста та його вплив на Єрусалим також викликали суперечки. Одні стверджують, що мосту, розташованому біля людного в'їзду в місто, не вистачає місця навколо нього, щоб люди могли оцінити його мистецькі достоїнства; інші ж вважають, що міст просто не для цього міста і сумніваються, що він вписується там візуально. Церемонія відкриття мосту, феєрія вартістю у 500 000 доларів, також викликала критику, особливо через те, що молодих танцівниць, яких згодом прозвали «Трупою Талібану», змусили одягнути довгі спідниці та прикрити волосся після того, як ультраортодоксальні євреї пригрозили зірвати церемонію.

## Виноски
1. ↑  Lefkovits, Etgar (25 червня 2008). Jerusalem landmark inaugurated with gala. The Jerusalem Post.
2. ↑  Zandberg, Esther (17 червня 2004). The builder of bridges. Haaretz.
3. 1 2  Kershner, Isabel (4 квітня 2008). Grand bridge for a drab Jerusalem neighborhood. The New York Times.
4. ↑  Kedmi, Sharon (20 січня 2005). Shapir, Eiffel win tender to build Calatrava bridge project. Haaretz.
5. 1 2  Santiago Calatrava, Light Rail Train Bridge, Jerusalem, Israel. arcspace.com. 21 липня 2008.
6. 1 2  Striking Chords in Jerusalem. Time. 16 липня 2007. Архів оригіналу за 22 листопада 2008. [Архівовано 2013-08-24 у Wayback Machine.]
7. 1 2  Discord at opening of Chords Bridge - Haaretz - Israel News. Процитовано 2 липня 2008.
8. 1 2  The Associated Press (25 червня 2008). Jerusalem's Bridge of Chords - a new addition to city of ancient symbols. Haaretz.
9. ↑  Rotem, Tamar (19 травня 2008), The Controversial Bridge (גשר המחלוקת), Haaretz (Hebrew) , процитовано 5 грудня 2011
10. ↑  The bridge too far - or not far enough?. Haaretz. Архів оригіналу за 15 травня 2009. Процитовано 2 липня 2008. [Архівовано 2009-05-15 у Wayback Machine.]
11. ↑  Lefkovits, Etgar (13 листопада 2008). Jerusalem Affairs: Giving new meaning to an undivided capital. The Jerusalem Post.